# Карательная операция «Шаровая молния»
Шаровая молния ( нем. Kugelblitz) — кодовое название карательной операции немецких оккупационных властей в годы Великой Отечественной войны против партизан и населения Суражской партизанской зоны на территории Городокского, Витебского и Суражского районов с 14 февраля по 19 марта 1943 года.

## Силы карателей
Операция проводилась силами 201-й охранной дивизии, 2-го моторизованного полка, 3-й танковой армии, 3 местных полицейских соединений, 825-го «Восточно-мусульманского» батальона, приданного 391-й учебно-полевой дивизии вермахта, артиллерийских, саперных, контрразведывательных подразделений при поддержке бронепоезда и 10 бронемашин. Руководили операцией командир 201-й охранной дивизии генерал-майор Якоби и командующий «Восточными добровольческими соединениям» генерал-майор  Вартенберг.

## Цели операции
В результате операции планировалось окружить и уничтожить партизан в треугольнике Городок — Сураж — Межа, захватить трудоспособное население, обеспечить безопасность движения на железной дороге на участке Витебск — Городок — Невель, не допустить взаимодействия партизан и Красной Армии.

## Ход операции
До 14 февраля 1943 года. партизаны на отдельных участках мешали концентрации сил карателей. 14 февраля в кольце (между реками Овсянкой, Лужесянкой и железной дорогой Витебск- Езерища ) оказались 9000 партизан и более 20000 местных жителей. 15 февраля партизаны бригады «Алексея» захватили села Сахарова, Жабентяй, Балина, Мелна. Каратели не смогли ворваться в зону и с 18 февраля начали орудийный обстрел и бомбардировку. 11, 15, 20-24 февраля советские самолеты доставляли в зону боеприпасы, оружие, медикаменты. 22 февраля каратели перешли в наступление по всему периметру блокады, бои продолжались 5 суток. Восточнее Городько партизанская бригада имени М. И. Кутузова разгромила батальон противника, захватила оружие, боеприпасы, подбила 3 бронемашины, грузовую и легковую автомашины. В ночь на 23 февраля 825-й «Восточно-мусульманский» батальон (506 бойцов) почти в полном составе перешел на сторону партизан и присоединился к 1-й Витебской бригаде и бригаде «Алексей»  . Партизаны, не вступая в затяжные бои, небольшими группами вырывались из окружения. До 3 марта партизаны и местные жители были окружены в небольшом лесу и на болотистой местности площадью около 112 км². Каратели располагались на границе Канаша — Дубрава — Озёрки, Ковалево — Сопраны — урочище Островская дача. 5 марта партизаны держали круговую оборону, затем в результате наступательных действий к 11 марта вышли в район сел Стайки, Дражна, Платы, Коставичи  .
К 20 марта каратели ушли в Витебск, Городок, Сураж  .

## Результаты операции
В ходе операции (согласно боевого дневника 201-й охранной дивизии) каратели провели «проверку» 169 деревень, «отфильтровали» 3583 человека. населения и передали их айнзацкомандованию СД, расстреляли 1456 чел., 804 чел. были доставлены в концлагерь, схвачены и убиты 260 партизан.Каратели потеряли убитыми около 500 человек (из состава 201-й охранной дивизии  ), танковая дивизия была почти полностью уничтожена.Партизаны потеряли около 400 человек. убитых и около 100 человек. ранены  .